# James Hadley Chase
René Lodge Brabazon Raymond, mais conhecido como James Hadley Chase (24 de dezembro de 1906 — 6 de fevereiro de 1985), foi um escritor britânico. O cânone de Chase, composto por 90 títulos, lhe rendeu a reputação de "rei dos escritores de thriller" na Europa.

## Biografia
René Raymond nasceu em 24 de Dezembro de 1906, em Ealing, na cidade de Londres, capital da Inglaterra. Filho de um coronel a servir no Exército Colonial Indiano, o pai tencionava que ele seguisse uma carreira na ciência. Estudou na King's School, Rochester, em Kent, e mais tarde em Calcutá. Aos 18 anos, saiu da casa paterna e teve numerosos empregos antes de se dedicar à escrita em tempo integral: foi caixeiro-viajante durante dois anos, vendedor de enciclopédias juvenis e trabalhou num armazém de livros. 
Em 1933, casou-se com Sylvia Ray, com quem teve um filho. Na sequência da Grande Depressão (1929-1939), em plena época da cultura dos gangsters e após ter lido o romance de James M. Cain The Postman Always Rings Twice (1934), decidiu escrever o seu próprio livro policial. Em apenas seis semanas escreveu No Orchids for Miss Blandish, em 1939. O livro tornou-se imediatamente um best-seller, estando entre os livros mais vendidos da década. Foi encenado em palco no West End de Londres e foi adaptado ao cinema em 1948,realizado por St. John L. Clowes e foi posteriormente filmado por Robert Aldrich sob o título The Grissom Gang. Iniciava com este livro uma carreira literária que alcançou mais de 80 livros. Durante a Segunda Grande Guerra, alistou-se na RAF e editou o Royal Air Force Journal.
Chase passou a viver em França em 1956 e depois na Suíça a partir de 1961, levando uma vida de isolamento em Corseaux-Sur-Vevey, ao norte do Lago Geneva desde 1974, onde veio a falecer em 6 de Fevereiro de 1985.

## Obra literária
Chase escreveu também sob os pseudónimos James L. Docherty, Ambrose Grant e Raymond Marshall. Não criou uma personagem principal, embora algumas personagens apareçam em mais de um romance.
Apesar de situar as suas histórias nos Estados Unidos, Chase só esteve no país em duas breves ocasiões, visitando as cidades Miami e Nova Orleães. Assim, a maioria dos seus livros foram escritos com o auxílio de dicionários do calão norte americano, mapas detalhados, enciclopédias e livros de referência sobre o submundo americano. Em 1943, o escritor anglo-americano Raymond Chandler, reclamou insistentemente que Chase havia plagiado secções inteiras das suas obras para o livro Blonde's Requiem. O editor londrino de Chase, forçou-o a pedir desculpas públicas através da revista The Bookseller.
Publicou cerca de quarenta thrillers nos Estados Unidos e também se tornou bastante popular na Ásia e na África. Também alcançou o sucesso na França e em Itália onde mais de vinte dos seus livros foram adaptados ao cinema. Foi também extremamente popular na União Soviética durante a após os anos da perestroika, por volta de 1990-1993.
Além de No Orchids for Miss Blandish, outros romances foram levados ao cinema, tais como L'Homme à l'imperméable (1957), realizado por Julien Duvivier, baseado no romance Tiger by The Tail; e Méfiez-vous fillettes (1957), realizado por Yves Allegret, baseado no romance Miss Callaghan Comes to Grief.

### Obras
| Nº | Título no Brasil                        | Título Original                       | Tradutor                          | Ano  | Editora                  |
| -- | --------------------------------------- | ------------------------------------- | --------------------------------- | ---- | ------------------------ |
| 01 | Não Enviem Orquídeas para Miss Blandish | No Orchids For Miss Blandish          | Leonel Vallandro                  | 1939 | Globo                    |
| 01 | Não mandem orquídes a Miss Blandish     | No Orchids For Miss Blandish          | Mariana Pardal Monteiro           | 1939 | Edições 70               |
| 01 | A virgem e o bandido                    | No Orchids For Miss Blandish          | Clotilde Cruz e Paula Piscarreta  | 1939 | Edições 70               |
| 02 |                                         | The Dead Stay Dumb                    |                                   | 1939 |                          |
| o3 |                                         | He Won't Need It Now                  |                                   | 1939 |                          |
| 04 |                                         | Twelve Chinks And A Woman             |                                   | 1940 |                          |
| 05 | Antes morrer que matar                  | Lady, Here's Your Wreath              | Ana Lucília Tavares               | 1940 | Europa-América           |
| 06 |                                         | Get A Load Of This                    |                                   | 1941 |                          |
| 07 |                                         | Miss Callaghan Comes To Grief         |                                   | 1941 |                          |
| 08 |                                         | Miss Shumway Waves a Wand             |                                   | 1944 |                          |
| 09 |                                         | Just The Way It Is                    |                                   | 1944 |                          |
| 10 | Eva, a tal mulher                       | Eve                                   | Clara D'Oli                       | 1945 | Fundão                   |
| 11 |                                         | More Deadly Than The Male             |                                   | 1946 |                          |
| 12 |                                         | I'll Get You For This                 |                                   | 1946 |                          |
| 13 |                                         | Make The Corpse Walk                  |                                   | 1946 |                          |
| 14 |                                         | Blonde's Requiem                      |                                   | 1946 |                          |
| 15 |                                         | Last Page                             |                                   | 1946 |                          |
| 16 |                                         | No Business Of Mine                   |                                   | 1947 |                          |
| 17 | A carne da orquídea                     | The Flesh Of The Orchid               | Luís de Almeida Campos            | 1948 | Édipo                    |
| 18 |                                         | Trusted Like The Fox                  |                                   | 1948 |                          |
| 19 |                                         | You're Lonely When You're Dead        |                                   | 1949 |                          |
| 20 |                                         | The Paw In The Bottle                 |                                   | 1949 |                          |
| 21 |                                         | You Never Know With Women             |                                   | 1949 |                          |
| 22 |                                         | Figure It Out for Yourself            |                                   | 1950 |                          |
| 23 |                                         | Lay Her Among The Lilies              |                                   | 1950 |                          |
| 24 |                                         | Mallory                               |                                   | 1950 |                          |
| 25 |                                         | Why Pick On Me                        |                                   | 1951 |                          |
| 26 | Apenas por dinheiro                     | Strictly For Cash                     | Clara D'Oli                       | 1951 | Palirex                  |
| 27 |                                         | But A Short Time To Live              |                                   | 1951 |                          |
| 28 |                                         | In A Vain Shadow                      |                                   | 1951 |                          |
| 29 |                                         | The Double Shuffle                    |                                   | 1952 |                          |
| 30 | O infrator cauteloso                    | The Wary Transgressor                 | Leonel Vallandro                  | 1952 | Globo                    |
| 31 |                                         | The Fast Buck                         |                                   | 1952 |                          |
| 32 |                                         | This Way for a Shroud                 |                                   | 1953 |                          |
| 33 |                                         | I'll Bury My Dead                     |                                   | 1953 |                          |
| 34 | A morte espera na esquina               | The Things Men Do                     | A. B. Pinheiro de Lemos           | 1953 | Record, Rio Gráfica      |
| 35 |                                         | Mission To Venice                     |                                   | 1954 |                          |
| 36 | Os mortos não falam                     | Safer Dead                            | A. B. Pinheiro de Lemos           | 1954 | Record; Círculo do livro |
| 37 | Jornada para a morte                    | The Sucker Punch                      | Leonel Vallandro                  | 1954 | Globo                    |
| 38 |                                         | Tiger By The Tail                     |                                   | 1954 |                          |
| 39 |                                         | You've Got It Coming                  |                                   | 1955 |                          |
| 40 |                                         | Mission To Siena                      |                                   | 1955 |                          |
| 41 |                                         | The Pickup                            |                                   | 1955 |                          |
| 42 |                                         | Ruthless                              |                                   | 1955 |                          |
| 43 |                                         | There's Always A Price Tag            |                                   | 1956 |                          |
| 44 |                                         | You Find Him, I'll Fix Him            |                                   | 1956 |                          |
| 45 |                                         | The Guilty Are Afraid                 |                                   | 1957 |                          |
| 46 |                                         | Never Trust A Woman                   |                                   | 1957 |                          |
| 47 |                                         | Not Safe To Be Free                   |                                   | 1958 |                          |
| 48 |                                         | Hit And Run                           |                                   | 1958 |                          |
| 49 |                                         | Shock Treatment                       |                                   | 1959 |                          |
| 50 | Com o mundo no bolso                    | The World In My Pocket                | Leonel Vallandro                  | 1959 | Globo                    |
| 51 |                                         | Come Easy, Go Easy                    |                                   | 1960 |                          |
| 52 |                                         | What's Better Than Money              |                                   | 1960 |                          |
| 53 |                                         | A Lotus For Miss Quon                 |                                   | 1961 |                          |
| 54 | Um trouxa como outro qualquer           | Just Another Sucker                   | Leonel Vallandro                  | 1961 | Globo                    |
| 55 |                                         | I Would Rather Stay Poor              |                                   | 1962 |                          |
| 56 | A morte vem de Hong Kong                | A Coffin From Hong Kong               | Leonel Vallandro                  | 1962 | Globo                    |
| 57 | Objetivo: assassinar                    | Tell It To The Birds                  | Leonel Vallandro                  | 1963 | Globo                    |
| 58 |                                         | One Bright Summer Morning             |                                   | 1963 |                          |
| 59 | O ponto fraco                           | The Soft Centre                       | Elsa Figueira                     | 1964 | Palmirex                 |
| 60 |                                         | The Way the Cookie Crumbles           |                                   | 1965 |                          |
| 61 | Confidencial                            | This Is For Real                      | Leonel Vallandro                  | 1965 | Globo                    |
| 62 |                                         | You Have Yourself A Deal              |                                   | 1966 |                          |
| 63 |                                         | Cade                                  |                                   | 1966 |                          |
| 64 |                                         | Well Now, My Pretty                   |                                   | 1967 |                          |
| 65 |                                         | Have This One On Me                   |                                   | 1967 |                          |
| 66 |                                         | An Ear To The Ground                  |                                   | 1968 |                          |
| 67 | Considerado Violento                    | Believed Violent                      | Eduardo Saló                      | 1968 | Europa-América           |
| 68 |                                         | The Whiff Of Money                    |                                   | 1969 |                          |
| 69 |                                         | The Vulture Is A Patient Bird         |                                   | 1969 |                          |
| 70 |                                         | There's A Hippie On The Highway       |                                   | 1970 |                          |
| 71 |                                         | Like A Hole In The Head               |                                   | 1970 |                          |
| 72 | Um trunfo a mais                        | An Ace Up My Sleeve                   | A. B. Pinheiro de Lemos           | 1971 | Record                   |
| 73 | Queres continuar vivo?                  | Want To Stay Alive                    | Mário Dias Correia                | 1971 | Edições 70               |
| 74 | Uma questão de tempo                    | Just A Matter Of Time                 | Jorge Dias Carvalho               | 1972 | Bertrand                 |
| 75 | Um milhão em jogo                       | You're Dead Without Money             | Gabriela Alves Neves              | 1972 | Bertrand                 |
| 76 | Mudar de ambiente                       | Have A Change Of Scene                | Gabriela Alves Neves              | 1973 | Bertrand                 |
| 77 | Desafio à máfia                         | Knock, Knock! Who's There             | Gabriela Alves Neves              | 1973 | Bertrand                 |
| 78 |                                         | So What Happens To Me                 |                                   | 1974 |                          |
| 79 | Em aquário ninguém se esconde           | Goldfish Have No Hiding Place         | A. B. Pinheiro de Lemos           | 1974 | Record                   |
| 80 |                                         | Three Of Spades                       |                                   | 1974 |                          |
| 81 | O curinga vale mais                     | The Joker In The Pack                 | Mayard Pinheiro Guimaraes Padilha | 1975 | Record                   |
| 82 |                                         | Believe This, You'll Believe Anything |                                   | 1975 |                          |
| 83 |                                         | Do Me A Favour, Drop Dead             |                                   | 1976 |                          |
| 84 |                                         | I Hold The Four Aces                  |                                   | 1977 |                          |
| 85 |                                         | Meet Mark Girland                     |                                   | 1977 |                          |
| 86 |                                         | My Laugh Comes Last                   |                                   | 1977 |                          |
| 87 |                                         | Consider Yourself Dead                |                                   | 1978 |                          |
| 88 |                                         | You Must Be Kidding                   |                                   | 1979 |                          |
| 89 |                                         | A Can Of Worms                        |                                   | 1979 |                          |
| 90 |                                         | You Can Say That Again                |                                   | 1980 |                          |
| 91 | O mistério do ícone desaparecido        | Try This One For Size                 | Maria de Lurdes Medeiros          | 1980 | Europa-América           |
| 92 |                                         | Hand Me A Fig Leaf                    |                                   | 1981 |                          |
| 93 |                                         | Have A Nice Night                     |                                   | 1982 |                          |
| 94 |                                         | We'll Share A Double Funeral          |                                   | 1982 |                          |
| 95 |                                         | Not My Thing                          |                                   | 1983 |                          |
| 96 |                                         | Meet Helga Rolfe                      |                                   | 1984 |                          |
| 97 |                                         | Hit Them Where It Hurts               |                                   | 1984 |                          |